# Caryocolum huebneri
Caryocolum huebneri — вид лускокрилих комах з родини виїмчастокрилі молі (Gelechiidae).

## Поширення
Вид поширений у Європі (за винятком Ірландії, Нідерландів, Піренейського півострова, Норвегії, Фінляндії, [Естонія[|Естонії]], Литви та більшої частини Балканського півострова) на схід до Уральських гір.

## Опис
Розмах крил 9–12 мм.

## Спосіб життя
Дорослі особини були зареєстровані на крилі з середини липня до кінця серпня. Личинки живляться пагонами зірочника лісового (Stellaria holostea). Личинки можна знайти в травні.